# ویرجینیا هیوستون
ویرجینیا هیوستون (انگلیسی: Virginia Huston؛ ۲۴ آوریل ۱۹۲۵ – ۲۸ فوریهٔ ۱۹۸۱) هنرپیشه، و بازیگر سینما اهل ایالات متحده آمریکا بود.
از فیلم‌ها یا برنامه‌های تلویزیونی که وی در آن نقش داشته‌است می‌توان به ترس ناگهانی، از درون گذشته، و نوکتورن اشاره کرد.